# Ronde van Frankrijk 1985
De 72e editie van de Ronde van Frankrijk ging op 28 juni 1985 van start in Plumelec in Bretagne en voerde via Roubaix, Straatsburg, de Franse Alpen, Toulouse, de Pyreneeën en Limoges met de klok mee naar de Champs-Élysées in Parijs, waar de wielerwedstrijd op 21 juli 1985 eindigde.
Laurent Fignon, winnaar van de twee voorgaande edities, was afwezig wegens een blessure. Viervoudig winnaar Bernard Hinault had zijn ploeg La Vie Claire versterkt met onder meer de Amerikaan Greg LeMond (in 1984 nog de ploegmaat van Fignon) en de Canadees Steve Bauer. Hinault won zijn vijfde Tour en evenaarde de prestaties van Eddy Merckx en Jacques Anquetil, LeMond werd tweede. De Colombiaan Luis Herrera, in 1984 al winnaar van een etappe, won deze editie twee ritten en het bergklassement. Ook ploeg- en landgenoot Fabio Parra was succesvol met etappewinst en een top-10-klassering. De Belgische sprinter Rudy Mathys zegevierde in drie etappes. De groene trui ging desondanks naar Sean Kelly, die het tricot eerder al in 1982 en 1983 won.

## Belgische en Nederlandse prestaties
In totaal namen er 41 Belgen en 20 Nederlanders deel aan de Tour van 1985.

### Belgische etappezeges
- Rudy Mathys won de 1e etappe van Vannes naar Lorient, de 2e etappe van Lorient naar Vitré en de 22e etappe van Orléans naar Parijs
- Ludwig Wijnants won de 7e etappe van Reims naar Nancy
- Eric Vanderaerden won de 13e etappe van Lans-en-Vercors naar Villard-de-Lans en de 19e etappe van Pau naar Bordeaux

### Nederlandse etappezeges
- Gerrit Solleveld won de 4e etappe van Fougères naar Pont-Audemer
- Henri Manders won de 5e etappe van Neufchâtel-en-Bray naar Roubaix
- Maarten Ducrot won de 9e etappe van Straatsburg naar Épinal
- Johan Lammerts won de 20e etappe van Montpon-Monesterol naar Limoges

## Etappe-overzicht
| datum   | etappe  | route                                   | afstand  | winnaar              | gele trui         |
| ------- | ------- | --------------------------------------- | -------- | -------------------- | ----------------- |
| 28 juni | Proloog | Plumelec (ITT)                          | 6,8 km   | Bernard Hinault      | Bernard Hinault   |
| 29 juni | 1       | Vannes - Lanester                       | 256 km   | Rudy Mathys          | Eric Vanderaerden |
| 30 juni | 2       | Lorient - Vitré                         | 242 km   | Rudy Mathys          | Eric Vanderaerden |
| 1 juli  | 3       | Vitré - Fougères (TTT)                  | 75 km    | La Vie Claire        | Eric Vanderaerden |
| 2 juli  | 4       | Fougères - Pont-Audemer                 | 240 km   | Gerrit Solleveld     | Kim Andersen      |
| 3 juli  | 5       | Neufchâtel-en-Bray - Roubaix            | 224 km   | Henri Manders        | Kim Andersen      |
| 4 juli  | 6       | Roubaix - Reims                         | 221 km   | Francis Castaing     | Kim Andersen      |
| 5 juli  | 7       | Reims - Nancy                           | 217 km   | Ludwig Wijnants      | Kim Andersen      |
| 6 juli  | 8       | Sarrebourg - Straatsburg (ITT)          | 75 km    | Bernard Hinault      | Bernard Hinault   |
| 7 juli  | 9       | Straatsburg - Épinal                    | 173,5 km | Maarten Ducrot       | Bernard Hinault   |
| 8 juli  | 10      | Épinal - Pontarlier                     | 204,5 km | Jørgen Vagn Pedersen | Bernard Hinault   |
| 9 juli  | 11      | Pontarlier - Morzine-Avoriaz            | 195 km   | Luis Herrera         | Bernard Hinault   |
| 10 juli | 12      | Morzine - Lans-en-Vercors               | 269 km   | Fabio Parra          | Bernard Hinault   |
| 11 juli | 13      | Lans-en-Vercors - Villard-de-Lans (ITT) | 31,8 km  | Eric Vanderaerden    | Bernard Hinault   |
| 12 juli | Rustdag | Rustdag                                 | Rustdag  | Rustdag              | Rustdag           |
| 13 juli | 14      | Autrans-Méaudre - Saint-Étienne         | 179 km   | Luis Herrera         | Bernard Hinault   |
| 14 juli | 15      | Saint-Étienne - Aurillac                | 237 km   | Eduardo Chozas       | Bernard Hinault   |
| 15 juli | 16      | Aurillac - Toulouse                     | 247 km   | Frédéric Vichot      | Bernard Hinault   |
| 16 juli | 17      | Toulouse - Luz Ardiden                  | 209,5 km | Pedro Delgado        | Bernard Hinault   |
| 17 juli | 18a     | Luz-Saint-Sauveur - Col d'Aubisque      | 52,5 km  | Stephen Roche        | Bernard Hinault   |
|         | 18b     | Laruns - Pau                            | 83,5 km  | Régis Simon          | Bernard Hinault   |
| 18 juli | 19      | Pau - Bordeaux                          | 200 km   | Eric Vanderaerden    | Bernard Hinault   |
| 19 juli | 20      | Montpon-Ménestérol - Limoges            | 225 km   | Johan Lammerts       | Bernard Hinault   |
| 20 juli | 21      | Omloop Lac de Vassivière (ITT)          | 45,7 km  | Greg LeMond          | Bernard Hinault   |
| 21 juli | 22      | Orléans - Parijs                        | 217 km   | Rudy Mathys          | Bernard Hinault   |

## Eindklassementen

### Algemeen klassement
| rang | naam               | ploeg               | tijd        |
| ---- | ------------------ | ------------------- | ----------- |
|      | Bernard Hinault    | La Vie Claire       | 113u 24'23" |
| 2    | Greg LeMond        | La Vie Claire       | + 1'42"     |
| 3    | Stephen Roche      | La Redoute          | + 4'29"     |
| 4    | Sean Kelly         | Skil                | + 6'26"     |
| 5    | Phil Anderson      | Panasonic           | + 7'44"     |
| 6    | Pedro Delgado      | Seat-Orbea          | + 11'53"    |
| 7    | Luis Herrera       | Café de Colombia    | + 12'53"    |
| 8    | Fabio Parra        | Café de Colombia    | + 13'35"    |
| 9    | Eduardo Chozas     | Reynolds            | + 13'56"    |
| 10   | Steve Bauer        | La Vie Claire       | + 14'57"    |
| 11   | Robert Millar      | Peugeot             | + 15'10"    |
| 12   | Joop Zoetemelk     | Kwantum Hallen-Yoko | + 15'24"    |
| 13   | Niki Rüttimann     | La Vie Claire       | + 16'02"    |
| 14   | Eddy Schepers      | Lotto               | + 16'13"    |
| 15   | Peter Winnen       | Panasonic           | + 17'35"    |
| 16   | Robert Forest      | Peugeot             | + 17'45"    |
| 17   | Celestino Prieto   | Reynolds            | + 19'48"    |
| 18   | Claude Criquielion | Hitachi-Splendor    | + 21'12"    |
| 19   | Álvaro Pino        | Zor-Novotel         | + 21'35"    |
| 20   | Pascal Simon       | Peugeot             | + 23'30"    |

Rode lantaarn:
| 144 | Mario Ronchiato | Santini-Selle Italia | + 4u13'48" |

### Puntenklassement
| rang | naam          | ploeg         | punten |
| ---- | ------------- | ------------- | ------ |
|      | Sean Kelly    | Skil          | 434    |
| 2    | Greg LeMond   | La Vie Claire | 332    |
| 3    | Stephen Roche | La Redoute    | 279    |

### Bergklassement
| rang | naam          | ploeg            | punten |
| ---- | ------------- | ---------------- | ------ |
|      | Luis Herrera  | Café de Colombia | 440    |
| 2    | Pedro Delgado | Seat-Orbea       | 274    |
| 3    | Robert Millar | Peugeot          | 270    |

### Debutantenklassement
| rang | naam           | ploeg            | tijd        |
| ---- | -------------- | ---------------- | ----------- |
|      | Fabio Parra    | Café de Colombia | 113u 37'58" |
| 2    | Eduardo Chozas | Reynolds         | + 21"       |
| 3    | Steve Bauer    | La Vie Claire    | + 1'22"     |

### Ploegenklassement
| rang | ploeg         | ploegleider    | tijd |
| ---- | ------------- | -------------- | ---- |
| 1    | La Vie Claire | Paul Köchli    |      |
| 2    | Panasonic     | Peter Post     |      |
| 3    | Peugeot       | Roland Berland |      |

## Bijzonderheden
- De Belgische wielrenner Fons De Wolf arriveerde vijf minuten te laat voor zijn start aan de proloog in Plumelec. Hij finishte op 6'23" van winnaar Bernard Hinault en werd wegens tijdsoverschrijding uit de wedstrijd genomen.
- In de proloog verschenen voor het eerst fietsen met één of twee dichte wielen.

 winnaars gele trui · 
 puntenklassement · 
 bergklassement · 
 jongerenklassement · 
 tussensprintklassement · 
 combinatieklassement · 
 ploegenklassement · 
 strijdlust · 
rode lantaarn
records · meeste deelnames · ranglijst etappewinnaars · bekende beklimmingen · valpartijen · dopinggevallen · Grand Départ · Souvenir Henri Desgrange
1903 · 
1904 · 
1905 · 
1906 · 
1907 · 
1908 · 
1909 · 
1910 · 
1911 · 
1912 · 
1913 · 
1914 ·
1915 ·
1916 ·
1917 ·
1918 · 
1919 · 
1920 · 
1921 · 
1922 · 
1923 · 
1924 · 
1925 · 
1926 · 
1927 · 
1928 · 
1929 · 
1930 · 
1931 · 
1932 · 
1933 · 
1934 · 
1935 · 
1936 · 
1937 · 
1938 · 
1939 · 
1940 ·
1941 ·
1942 ·
1943 ·
1944 ·
1945 ·
1946 ·
1947 · 
1948 · 
1949 · 
1950 · 
1951 · 
1952 · 
1953 · 
1954 · 
1955 · 
1956 · 
1957 · 
1958 · 
1959 · 
1960 · 
1961 · 
1962 · 
1963 · 
1964 · 
1965 · 
1966 · 
1967 · 
1968 · 
1969 · 
1970 · 
1971 · 
1972 · 
1973 · 
1974 · 
1975 · 
1976 · 
1977 · 
1978 · 
1979 · 
1980 · 
1981 · 
1982 · 
1983 · 
1984 · 
1985 · 
1986 · 
1987 · 
1988 · 
1989 · 
1990 · 
1991 · 
1992 · 
1993 · 
1994 · 
1995 · 
1996 · 
1997 · 
1998 · 
1999 · 
2000 · 
2001 · 
2002 · 
2003 · 
2004 · 
2005 · 
2006 · 
2007 · 
2008 · 
2009 · 
2010 · 
2011 · 
2012 · 
2013 · 
2014 · 
2015 · 
2016 · 
2017 · 
2018 · 
2019 ·
2020 · 
2021 · 
2022 · 
2023 · 
2024 · 
2025